# Veniano
Veniano – miejscowość i gmina we Włoszech, w regionie Lombardia, w prowincji Como.
Według danych na rok 2004 gminę zamieszkiwało 2336 osób, 778,7 os./km².